# Solenopsis saevissima
Solenopsis saevissima är en myrart som först beskrevs av Smith 1855.  Solenopsis saevissima ingår i släktet eldmyror, och familjen myror.

## Underarter
Arten delas in i följande underarter:
- S. s. itinerans
- S. s. saevissima

## Bildgalleri